# Немања Николић (фудбалер, 1992)
Немања Николић (Краљево, 19. октобар 1992) српски је фудбалер, који игра на позицији нападача. Тренутно наступа за Партизан.

## Каријера

### Почеци и афирмација
Као рођени Краљевчанин, Николић је фудбалом почео да се бави у локалној академији „Бубамара 1991”, након чега је прешао у редове Слоге, у којој је прошао све млађе категорије. У раном узрасту имао је проблем са наглим растом. Први додир са сениорским фудбалом, Николић је остварио у Металцу Трговачком, тадашњем зонашу у групи Морава. На припремама овог клуба у Милићима, запазио га је тадашњи тренер црногорског прволигаша Грбља, Ненад Масловар. Услед проблема са документацијом, током боравка у овом клубу, Николић је направио једногодишњу паузу у каријери. Крајем фебруара 2013. Николић је прешао у Ростов, прошавши пробу код тренера Миодрага Божовића. Са клубом је склопио сарадњу на три године. За то време углавном је наступао за резервни састав овог клуба и по општој оцени био један од најефикаснијих младих играча у Русији. По истеку уговора са Ростовом, 5. августа 2016. године приступио је казахстанском Актобеу као слободан играч. Приликом загревања на првом тренингу доживео је прелом Ахилове тетиве. Шест месеци након операције и периода опоравка клуб је једнострано раскинуо уговор са њим.
Средином фебруара 2017, Николић је постао члан суботичког Спартака. Том приликом се захвалио клубу на указаном поверењу и пруженој шанси по изласку из теже повреде, коју је доживео као члан претходног клуба. Током пролећне полусезоне, тренер Андреј Чернишов га је углавном користио као резервисту, у ротацији са нешто искуснијим Огњеном Мудринским и Миланом Пуровићем на позицији нападача. Наредну сезону, Николић је започео као први избор у нападу код тренера Александра Веселиновића и на премијерној утакмици постигао гол у победи против Бачке из Бачке Паланке, 22. јула 2017. године. Седам дана касније, Николић је постигао два гола и исто толико пута асистирао за победу од 4 : 0 на гостовању чачанском Борцу. Овакав учинак допринео је његовом проглашењу за најбољег играча 2. кола Суперлиге Србије за сезону 2017/18. Николић је ово признање добио и након одиграног 7. кола, у оквиру ког је такође постигао два поготка и уписао асистенцију Ђорђу Ивановићу у победи од 5 : 0 над екипом новосадске Војводине на стадиону Карађорђе. У међувремену, Николић је био стрелац једног од погодака на утакмици против Мачве. Николић је, постигавши гол, проглашен играчем утакмице на стадиону Партизана у ремију против овог клуба 26. новембра 2017. Током пролећног дела првенства у сезони 2017/18, Николић је био стрелац у победама над екипом Радничког у Нишу, као и екипом Војводина у Новом Саду. Коначно, Николић је реализовао оба казнена ударца у окршају са Радничким на градском стадиону у Суботици, 13. маја 2018. године. Последњу утакмицу у сезони, против екипе Партизана, Николић је пропустио због повреде.

### Каснији период
Године 2018, 22. маја, објављено је да је Николић постао нови играч фудбалског клуба Партизан. Његов претходни клуб, Спартак, на својој званичној интернет страни објавио је вест да је играч продат за 350 хиљада евра, након успешних преговора. Медији у Србији пренели су да је у вредност трансфера укључено и 20 процената од наредног трансфера. Николић је званично представљен у новом клубу 28. маја, потписавши трогодишњи уговор. Том приликом је изабрао да носи број 9 на дресу. Неколико дана касније, 1. јуна исте године, генерални директор Партизана, Милош Вазура, потврдио је информације везане за финансијске детаље уговора. Николић је за клуб званично дебитовао у утакмици првог кола квалификација за Лигу Европе у сезони 2018/19, против екипе Рудара из Пљеваља. На тој утакмици нашао се у стартној постави Партизана, да би га у 66. минуту на терену заменио Небојша Косовић. Неколико дана касније, у медијима је откривено да је Николић на загревању непосредно пред почетак те утакмице повредио чашицу колена и да је наступио под боловима, те му је прогнозиран једномесечни опоравак.
Николић је током сезоне 2018/19. одиграо 36 утакмица у свим такмичењима, постигавши укупно 8 погодака, уз 10 асистенција. Са екипом Партизана освојио је Куп Србије. Дана 19. августа 2019, Николић је приступио новосадској Војводини, као уступљени играч Партизана на период од годину дана. Након завршетка јесење полусезоне, позајмица је раскинута. У јануару 2020. Николић је прослеђен на позајмицу у суботички Спартак до краја сезоне 2019/20. У јулу 2020. позајмица је продужена на још шест месеци. У октобру 2020, Николић је прешао у Ал Раед из Саудијске Арабије. Наредне године је играо за Тобол, а потом је поново постао фудбалер суботичког Спартака. У јуну 2022. потписао је за Војводину. Клуб је напустио након годину дана, после чега је по други пут у својој каријери потписао за Партизан.

## Начин игре
Нема таквог шпица у Србији, то не тврдим јер ми је пријатељ и што игра са мном, него заиста то објективно кажем. Има ту визију у глави, рекао бих да је најкомплетнији нападач Суперлиге. Нема ману! Наместио ми је чак више голова него ја њему...

—Ђорђе Ивановић, децембар 2017
Николић је 188 центиметара високи фудбалер, који најчешће наступа као најистуренији нападач. Описан је као тимски играч, који у одређеним тактичким варијантама може да игра и као полушпиц. Као једна од његових главних карактеристика напомиње се способност да разиграва саиграче, односно дели лопте играчима који се убацују из другог плана. У првом делу сезоне 2017/18. у Суперлиги Србије тренер Александар Веселиновић га је у нападу упарио са Ђорђем Ивановићем, а овај тандем постигао је укупно 20 голова у оба такмичења под ингеренцијама Фудбалског савеза Србије. Веселиновић је Николића тада апострофирао као најкомплетнијег нападача у лиги уз Ричмонда Боаћија. Крајем 2017. Николић је проглашен најбољим асистентом Спартака у протеклој години. На крају сезоне 2017/18, Николић је уврштен у идеални тим Суперлиге Србије по избору тренера и капитена тимова.

## Статистика

### Клупска
Ажурирано 1. новембра 2023.
|                              |          |                              |     |    |    |   |   |   |   |   |     |    |  |  |
| Грбаљ                        | 2011/12. | Прва лига Црне Горе          | 21  | 4  | 0  | 0 | — | — | — | — | 21  | 4  |  |  |
| Грбаљ                        | 2012/13. | Прва лига Црне Горе          | 16  | 4  | 2  | 1 | — | — | — | — | 18  | 5  |  |  |
| Грбаљ                        | Укупно   | Укупно                       | 37  | 8  | 2  | 1 | — | — | — | — | 39  | 9  |  |  |
|                              |          |                              |     |    |    |   |   |   |   |   |     |    |  |  |
| Ростов                       | 2012/13. | Премијер лига Русије         | 0   | 0  | 0  | 0 | — | — | 0 | 0 | 0   | 0  |  |  |
| Ростов                       | 2013/14. | Премијер лига Русије         | 2   | 0  | 0  | 0 | — | — | — | — | 2   | 0  |  |  |
| Ростов                       | 2014/15. | Премијер лига Русије         | 1   | 0  | 1  | 0 | — | — | — | — | 2   | 0  |  |  |
| Ростов                       | 2015/16. | Премијер лига Русије         | 0   | 0  | 1  | 0 | — | — | — | — | 1   | 0  |  |  |
| Ростов                       | Укупно   | Укупно                       | 3   | 0  | 2  | 0 | — | — | 0 | 0 | 5   | 0  |  |  |
|                              |          |                              |     |    |    |   |   |   |   |   |     |    |  |  |
| Актобе                       | 2016.    | Премијер лига Казахстана     | 5   | 0  | 0  | 0 | 0 | 0 | — | — | 5   | 0  |  |  |
|                              |          |                              |     |    |    |   |   |   |   |   |     |    |  |  |
| Спартак Суботица             | 2016/17. | Суперлига Србије             | 7   | 0  | —  | — | — | — | — | — | 7   | 0  |  |  |
| Спартак Суботица             | 2017/18. | Суперлига Србије             | 30  | 12 | 2  | 1 | — | — | — | — | 32  | 13 |  |  |
|                              |          |                              |     |    |    |   |   |   |   |   |     |    |  |  |
| Партизан                     | 2018/19. | Суперлига Србије             | 29  | 7  | 3  | 1 | 4 | 0 | — | — | 36  | 8  |  |  |
|                              |          |                              |     |    |    |   |   |   |   |   |     |    |  |  |
| Војводина (позајмица)        | 2019/20. | Суперлига Србије             | 9   | 3  | 2  | 0 | — | — | — | — | 11  | 0  |  |  |
|                              |          |                              |     |    |    |   |   |   |   |   |     |    |  |  |
| Спартак Суботица (позајмица) | 2019/20. | Суперлига Србије             | 8   | 6  | 0  | 0 | — | — | — | — | 8   | 6  |  |  |
| Спартак Суботица (позајмица) | 2020/21. | Суперлига Србије             | 10  | 7  | 0  | 0 | — | — | — | — | 10  | 7  |  |  |
|                              |          |                              |     |    |    |   |   |   |   |   |     |    |  |  |
| Ал Раид                      | 2020/21. | Саудијска професионална лига | 14  | 3  | 1  | 0 | — | — | — | — | 15  | 3  |  |  |
|                              |          |                              |     |    |    |   |   |   |   |   |     |    |  |  |
| Тобол                        | 2021.    | Премијер лига Казахстана     | 17  | 8  | 1  | 0 | 1 | 0 | — | — | 19  | 8  |  |  |
|                              |          |                              |     |    |    |   |   |   |   |   |     |    |  |  |
| Спартак Суботица             | 2021/22. | Суперлига Србије             | 24  | 11 | 0  | 0 | — | — | — | — | 24  | 11 |  |  |
| Спартак Суботица             | Укупно   | Укупно                       | 79  | 36 | 2  | 1 | — | — | — | — | 81  | 37 |  |  |
|                              |          |                              |     |    |    |   |   |   |   |   |     |    |  |  |
| Војводина                    | 2022/23. | Суперлига Србије             | 31  | 4  | 4  | 2 | — | — | — | — | 35  | 6  |  |  |
| Војводина                    | Укупно   | Укупно                       | 40  | 7  | 6  | 2 | — | — | — | — | 46  | 9  |  |  |
|                              |          |                              |     |    |    |   |   |   |   |   |     |    |  |  |
| Партизан                     | 2023/24. | Суперлига Србије             | 11  | 3  | 1  | 1 | 4 | 0 | — | — | 16  | 4  |  |  |
| Партизан                     | Укупно   | Укупно                       | 40  | 10 | 4  | 2 | 8 | 0 | — | — | 52  | 12 |  |  |
|                              |          |                              |     |    |    |   |   |   |   |   |     |    |  |  |
| Каријера                     | Каријера | Каријера                     | 235 | 72 | 18 | 6 | 9 | 0 | 0 | 0 | 262 | 78 |  |  |

## Трофеји

### Екипно
Ростов
- Куп Русије у фудбалу: 2013/14.

Партизан
- Куп Србијеː 2018/19.[24]

### Појединачно
- Тим сезоне суперлиги Србије: 2017/18.[39]